# AKBラブナイト 恋工場
『AKBラブナイト 恋工場』（エーケービーラブナイト こいこうじょう）は、2016年4月21日から9月29日まで毎週木曜1時41分 - 1時56分（水曜深夜）にテレビ朝日で放送されていた日本のテレビドラマである。

## 概要
秋元康の恋愛短編集『恋工場』をベースにオリジナルストーリーを加えて、AKB48グループメンバー40人が毎週2本（地上波放送版とネットオリジナル版）、1人ずつ主演を務める恋愛ドラマ。
毎週放送終了後、地上波放送版およびネットオリジナル版がネット動画配信サービス「ビデオパス」および「テレ朝動画」で配信された。
2017年6月11日よりCSテレ朝チャンネル1で毎週2話連続で放送され、ネットオリジナル版はテレビ初放送となった。

## キャスト
AKB48グループ（AKB48・SKE48・NMB48・HKT48・NGT48）メンバーほか

## 放送日程
| 回 | 話数 | 放送日         | タイトル             | 主演              | 相手役              | 他出演            | 監督              | 脚本              | 備考     |
| -- | ---- | -------------- | -------------------- | ----------------- | ------------------- | ----------------- | ----------------- | ----------------- | -------- |
| 1  | 1    | 2016年 4月21日 | 初めての朝           | 柏木由紀          | 戸谷公人            | -                 | 中前勇児          | 松江聡美          |          |
| 2  | 3    | 4月28日        | 雨音の恋             | 入山杏奈          | 花戸祐介            | 加藤裕            | 二宮崇            | 阿部沙耶佳        |          |
| 3  | 5    | 5月5日         | 焼肉デート           | 北原里英          | 廣瀬智紀            | -                 | 中前勇児          | 川邊優子          | [ 注 1 ] |
| 4  | 7    | 5月12日        | 心中                 | 兒玉遥            | 柾木玲弥            | 小西貴大 米本来輝 | 井上雄介          | 相内美生          |          |
| 5  | 9    | 5月19日        | 帰り道               | 峯岸みなみ        | 冨田佳輔            | -                 | 井上雄介          | 川邊優子          |          |
| 6  | 11   | 5月26日        | 過去からのラブレター | 山本彩            | 長田成哉            | -                 | 古厩智之          | 丸毛典子          |          |
| 7  | 13   | 6月2日         | 噂の転校生           | 小嶋真子          | 川籠石駿平          | 白石聖            | 井上雄介          | 内平未央          | [ 注 2 ] |
| 8  | 15   | 6月9日         | 卒業                 | 矢吹奈子          | 悠斗                | 田中美久          | 古厩智之          | 内平未央          |          |
| 9  | 17   | 6月16日        | コミカルラブ         | 渡辺美優紀        | 小澤亮太            | -                 | 丸毛典子          | 山本菜々子        | [ 注 3 ] |
| 10 | 19   | 6月30日        | ヒモのイタリアン     | 指原莉乃          | 菊田大輔            | 杉野なつ美        | 神徳幸治          | 松江聡美          |          |
| 11 | 21   | 7月7日         | 別れの時間           | 横山由依          | 青柳塁斗            | 田中嘉治郎        | 古厩智之          | 鴨義信            |          |
| 12 | 23   | 7月14日        | 恋空模様             | 岡田奈々          | 月岡果穂 遠藤祐太朗 | -                 | 初山恭洋          | 鴨義信            | [ 注 4 ] |
| 13 | 25   | 7月21日        | 劇愛                 | 高橋朱里          | 八神蓮              | -                 | 犬童一利          | 川邊優子          | [ 注 5 ] |
| 14 | 27   | 7月28日        | 突然のキス           | 木﨑ゆりあ        | 西川俊介            | -                 | 古厩智之          | 一雫ライオン      | [ 注 5 ] |
| 15 | 29   | 8月4日         | ぐるぐるカーテン     | 宮脇咲良          | 松本岳              | -                 | 中前勇児          | 池亀三太          | [ 注 6 ] |
| 16 | 31   | 8月11日        | 見知らぬ婚約者       | 須田亜香里        | 南翔太              | -                 | 相馬寿樹          | 一雫ライオン      | [ 注 7 ] |
| 17 | 33   | 8月25日        | 結婚の理由           | 島崎遥香          | 柄本時生            | 小路さとし        | 二宮崇            | 中元昇            | [ 注 8 ] |
| 18 | 35   | 9月1日         | 私のボディガード     | 渡辺麻友          | 大貫勇輔            | -                 | 丸毛典子          | 遠山絵梨香        | [ 注 8 ] |
| 19 | 37   | 9月8日         | 危険な二人乗り       | 向井地美音        | 深澤嵐              | -                 | 大形美佑葵        | 池亀三太          | [ 注 9 ] |
| 20 | 39   | 9月15日        | 恋愛禁止             | 松井珠理奈        | 渡辺佑太朗          | -                 | 丸毛典子          | 吉田ウーロン太    | [ 注 9 ] |
| 21 | -    | 9月22日        | 特別編 中間発表SP    | 特別編 中間発表SP | 特別編 中間発表SP   | 特別編 中間発表SP | 特別編 中間発表SP | 特別編 中間発表SP |          |
| 22 | -    | 9月29日        | 最終回 結果発表SP    | 最終回 結果発表SP | 最終回 結果発表SP   | 最終回 結果発表SP | 最終回 結果発表SP | 最終回 結果発表SP | [ 注 1 ] |

| 話数 | 配信日         | タイトル                                        | 主演         | 相手役           | 他出演            | 監督       | 脚本           | 備考 |
| ---- | -------------- | ----------------------------------------------- | ------------ | ---------------- | ----------------- | ---------- | -------------- | ---- |
| 2    | 2016年 4月21日 | 禁断のイタズラ                                  | 白間美瑠     | 平田裕一郎       | -                 | 中前勇児   | 遠山絵梨香     |      |
| 4    | 4月28日        | ハツカレ                                        | 田島芽瑠     | 中山龍也         | -                 | 中前勇児   | 阿部沙耶佳     |      |
| 6    | 5月5日         | 密室LOVE                                        | 神志那結衣   | 西山潤           | 重岡佑一郎        | 瀧悠輔     | 阿部沙耶佳     |      |
| 8    | 5月12日        | 101通目のラブレター                             | 武藤十夢     | 私市夢太         | -                 | 井上雄介   | 渡辺流久里     |      |
| 10   | 5月19日        | 素敵なバツゲーム                                | 谷口めぐ     | 狩野見恭兵       | -                 | 瀧悠輔     | 遠山絵梨香     |      |
| 12   | 5月26日        | 青いフォトグラフ                                | 矢倉楓子     | 岡﨑大和         | -                 | 八木毅     | 吉田ウーロン太 |      |
| 14   | 6月2日         | 右フックの彼女                                  | 古畑奈和     | 加藤将太         | -                 | 大形美佑葵 | 遠山絵梨香     |      |
| 16   | 6月9日         | 暗闇でつかまえて                                | 高柳明音     | 夛留見啓助       | -                 | 大形美佑葵 | 相内美生       |      |
| 18   | 6月16日        | お見合い                                        | 宮崎美穂     | 中山卓也         | -                 | 二宮崇     | 川邊優子       |      |
| SP   | 6月23日        | 過去からのラブレター （ディレクターズカット版） | 山本彩       | 長田成哉         | -                 | 古厩智之   | 丸毛典子       |      |
| 20   | 6月30日        | 君と読む物語                                    | 山下エミリー | 阿部翔平         | -                 | 大形美佑葵 | 藍田創         |      |
| 22   | 7月7日         | 同じ屋根の下                                    | 山田菜々美   | 飛田光里         | -                 | 初山恭洋   | 内平未央       |      |
| 24   | 7月14日        | イロコイ                                        | 高倉萌香     | キャンベル・カー | -                 | 八木毅     | 磯野洋子       |      |
| 26   | 7月21日        | 二人だけの同窓会                                | 上西恵       | 町井祥真         | -                 | 八木毅     | 相内美生       |      |
| 28   | 7月28日        | 観覧車のジンクス                                | 田野優花     | 本多力           | 上地春奈 加藤仁志 | 二宮崇     | 渡辺流久里     |      |
| 30   | 8月4日         | 恋の神様                                        | 大場美奈     | 中山麻聖         | -                 | 瀧悠輔     | 藍田創         |      |
| 32   | 8月11日        | きっとまた君に恋をする                          | 松岡菜摘     | 石井貴就         | -                 | 中前勇児   | 藍田創         |      |
| SP   | 8月17日        | 恋愛禁止 （ディレクターズカット版）             | 松井珠理奈   | 渡辺佑太朗       | -                 | 丸毛典子   | 吉田ウーロン太 |      |
| 34   | 8月25日        | Back to…LOVE                                    | 惣田紗莉渚   | -                | 松浦愛弓 斉藤碧大 | 丸毛典子   | 遠山絵梨香     |      |
| 36   | 9月1日         | 50歳差の恋人                                    | 江籠裕奈     | 小高三良         | -                 | 犬童一利   | 阿部沙耶佳     |      |
| 38   | 9月8日         | 二十歳の告白                                    | 市川美織     | 菅原健           | -                 | 丸毛典子   | 藍田創         |      |
| 40   | 9月15日        | 運命の君と                                      | 加藤玲奈     | 細田善彦         | -                 | 神徳幸治   | 阿部沙耶佳     |      |

### 放送休止
- 2016年6月23日（地上波のみ） - 「UEFAユーロ2016  ハンガリー× ポルトガル」放送のため。
- 2016年8月18日（地上波のみ） - 「リオ五輪2016」中継のため。

## 主演女優オーディション
本作品は、2017年春に放送される連続ドラマの主演女優オーディションも兼ねており、メンバーが主演するすべての回が終った後、視聴者と審査員からの投票によって連続ドラマ主演の座を獲得する。
2016年9月15日の地上波放送終了後から同年9月22日23時59分まで視聴者投票を行い、その途中結果による中間発表が9月22日放送の番組内で放送され、審査員による投票も含めた最終結果が同年9月29日放送の最終回で発表された。
結果、渡辺麻友が1位を獲得し、2017年5月開始のドラマ『サヨナラ、えなりくん』の主演が決定した。

### 結果
| 順位     | 名前         | 話数                          | 所属                           | 中間 順位 |
| -------- | ------------ | ----------------------------- | ------------------------------ | --------- |
| 1位      | 渡辺麻友     | #35「私のボディガード」       | AKB48 チームB                  | 2位       |
| 2位      | 山本彩       | #11「過去からのラブレター」   | NMB48 チームN                  | 5位       |
| 3位      | 島崎遥香     | #33「結婚の理由」             | AKB48 チームA                  | 3位       |
| 4位      | 宮脇咲良     | #29「ぐるぐるカーテン」       | HKT48 チームKIV AKB48 チームA  | 1位       |
| 5位      | 松井珠理奈   | #39「恋愛禁止」               | SKE48 チームS                  | 4位       |
| 6位      | 横山由依     | #21「別れの時間」             | AKB48 チームA                  | -         |
| 7位      | 柏木由紀     | #1「初めての朝」              | AKB48 チームB NGT48 チームNIII | 6位       |
| 8位      | 山下エミリー | #20「君と読む物語」           | HKT48 チームTII                | -         |
| 9位      | 北原里英     | #5「焼肉デート」              | NGT48 チームNIII               | -         |
| 10位     | 向井地美音   | #37「危険な二人乗り」         | AKB48 チームK                  | -         |
| 11位     | 岡田奈々     | #23「恋空模様」               | AKB48 チーム4                  | -         |
| 12位     | 矢吹奈子     | #15「卒業」                   | HKT48 チームH AKB48 チームB    | -         |
| 13位     | 木﨑ゆりあ   | #27「突然のキス」             | AKB48 チームB                  | 7位       |
| 14位     | 白間美瑠     | #2「禁断のイタズラ」          | NMB48 チームM AKB48 チームA    | -         |
| 15位     | 市川美織     | #38「二十歳の告白」           | NMB48 チームBII                | -         |
| 16位     | 上西恵       | #26「二人だけの同窓会」       | NMB48 チームN                  | 8位       |
| 17位     | 高柳明音     | #16「暗闇でつかまえて」       | SKE48 チームKII                | -         |
| 18位     | 高橋朱里     | #25「劇愛」                   | AKB48 チーム4                  | -         |
| 19位     | 兒玉遥       | #7「心中」                    | HKT48 チームH AKB48 チームK    | 9位       |
| 20位     | 大場美奈     | #30「恋の神様」               | SKE48 チームKII                | -         |
| 中間のみ |              |                               |                                |           |
| -        | 松岡菜摘     | #32「きっとまた君に恋をする」 | HKT48 チームH                  | 10位      |

### 審査員
- 飯田爽 - テレビ朝日 総合編成局編成部 プロデューサー[8]
- 井筒和幸 - 映画監督[8]
- 木村ひさし - 演出家・映画監督[8]
- 篠原誠 - 株式会社電通 第3CRプランニング局 クリエイティブ・ディレクター / CMプランナー[8]
- 中川慎子 - テレビ朝日 総合編成局ドラマ制作部 プロデューサー[8]
- 廣木隆一 - 映画監督・脚本家[8]
- 三木孝浩 - 映画監督・映像ディレクター[8]

## ネット局等
放送局（地上波・CS）
| 放送地域   | 放送局            | 系列                  | 放映期間                 | 放送曜日・放送時間                          | 備考        |
| ---------- | ----------------- | --------------------- | ------------------------ | ------------------------------------------- | ----------- |
| 関東広域圏 | テレビ朝日        | テレビ朝日系列        | 2016年4月21日 - 9月29日  | 木曜日 1:41 - 1:56 （水曜日 25:41 - 25:56） | 制作局      |
| 日本全国   | テレ朝チャンネル1 | テレビ朝日系列 CS放送 | 2017年6月11日 - 11月12日 | 日曜日 23:30 - 0:00                         | 2話連続放送 |

ネット配信
| 配信サイト | 配信期間                | 配信曜日・配信時間 | 備考      |
| ---------- | ----------------------- | ------------------ | --------- |
| ビデオパス | 2016年4月21日 - 9月29日 | 木曜日 1:56更新    | [ 注 11 ] |
| テレ朝動画 | 2016年4月21日 - 9月29日 | 木曜日 1:56更新    | [ 注 11 ] |

## スタッフ
- 企画・原作 - 秋元康『恋工場』（竹書房）[9]
- 音楽 - 高田暁[9]
- 主題歌 - 横山由依 from AKB48「月と水鏡」（作詞：秋元康、作曲・編曲：石井健太郎）[9]
- 特別協力 -Y&N Brothers[3]
- 協力 - AKS[3]
- プロデューサー - 杉山登（テレビ朝日）、松瀬俊一郎（テレビ朝日）、出口智浩（テレビ朝日）、中沢晋（オフィスクレッシェンド）[9]
- 制作プロダクション - オフィスクレッシェンド[9]
- 制作 - テレビ朝日[9]
- 製作著作 - AKBラブナイト製作委員会[3]

## 朗読劇
AKB48グループから総勢85名が毎公演日替わりで登場する朗読劇『リーディングシアター『恋工場』』が、2016年9月18日から9月25日までベルサール渋谷ガーデン Cホールにて全17公演行われた。

## 書誌情報
- 秋元康『恋工場 珠玉のラブストーリーズ』竹書房、2009年8月、ISBN 978-4812439142

## 関連商品
- AKBラブナイト 恋工場 デジタルストーリーブック（2016年9月7日 - 9月28日、AKBラブナイト製作委員会）
- AKBラブナイト 恋工場 DVD BOX（2017年1月18日、テレビ朝日）